# Tirumakudal-Narsipur
Tirumakudal-Narsipur è una suddivisione dell'India, classificata come town panchayat, di 9.930 abitanti, situata nel distretto di Mysore, nello stato federato del Karnataka. In base al numero di abitanti la città rientra nella classe V (da 5.000 a 9.999 persone).

## Geografia fisica
La città è situata a 12° 12' 36 N e 76° 54' 23 E e ha un'altitudine di 638 m s.l.m..

## Società

### Evoluzione demografica
Al censimento del 2001 la popolazione di Tirumakudal-Narsipur assommava a 9.930 persone, delle quali 4.993 maschi e 4.937 femmine. I bambini di età inferiore o uguale ai sei anni assommavano a 1.118, dei quali 540 maschi e 578 femmine. Infine, coloro che erano in grado di saper almeno leggere e scrivere erano 6.564, dei quali 3.631 maschi e 2.933 femmine.